# Órganum

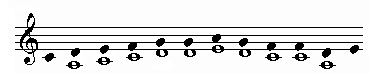
Órganum (método de primitiva polifonía vocal paralela): la melodía principal se muestra como puntos negros, el acompañamiento en órganum se muestra como redondas.

El órganum (plural, organa) es una forma de polifonía occidental primitiva que alcanzó su apogeo en la Escuela de Notre Dame de París, centro del Ars Antiqua (sobre todo entre los siglos XI y XII). Está basada en la repetición paralela de la misma melodía, nota por nota, pero generalmente a una distancia de cinco notas (una quinta justa) más agudas.
Este tipo de contrapunto primitivo también es llamado diafonía o paralelismo.
En latín se escribía organum y se pronunciaba [órganum]. Su plural eran los organa (pronunciados [órgana]).
En la música occidental de la Edad Media, el órganum es un género musical de música sacra vocal e instrumental, destinado a mejorar la interpretación de un pasaje añadiendo una segunda voz paralela.
El término designa simultáneamente el método de escritura asociado a este género musical. Se le considera generalmente como el estado más primitivo de la polifonía.

## Historia

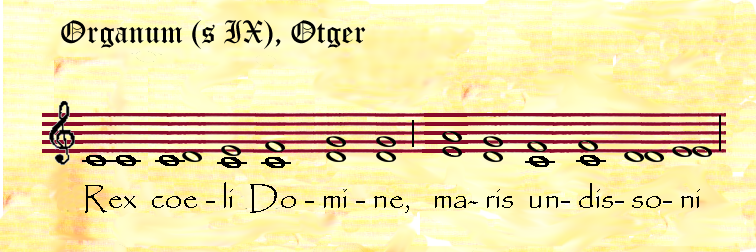
Organum: Rex coeli de Otger de Saint Armand, s. IX, en edición moderna que imita al pergamino; el órganum es la voz inferior acompañante.

Ver: Formas musicales por periodo, línea de tiempo
Los griegos ya admitían tres intervalos consonantes (la octava, la quinta y la cuarta) y dos disonancias (las terceras y las sextas mayores).
Las primeras referencias escritas se remontan al siglo IX, en el célebre tratado Musica enchiriadis, atribuidos al monje franco-flamenco Hucbaldo de Saint Amand (840-930). Hasta el ars nova fue el referente principal en la música sacra, describe el órganum como la audición de dos o más melodías simultáneas y da un ejemplo de diafonía.
Rex coeli dómine de Otger de Saint Amand (siglo XI) es uno de los primeros ejemplos de órganum.
Otger menciona: «...La armonía agradable de las voces cuando hombres, mujeres y niños creen cantar al unísono y ejecutan la octava y la doble octava».
Esta diafonía es el órganum, una escala paralela de voces separadas por una cuarta, es decir, por debajo del canto principal se añade una voz organal (voz de bajo): «Doblando la melodía mediante una segunda voz a un intervalo constante distinto de la octava se obtiene una melodía de sonido agradable».
El órganum básico era la superposición paralela de una quinta justa ascendente. Pero a veces también se empezó a enriquecer con una cuarta descendente (que es el equivalente a la misma quinta ascendente, pero una octava más grave) y también de la octava ascendente. Si la nota de la línea melódica principal era un sol3, el órganum básico era el re4 y uno más elaborado usaría re3 o sol4.
La práctica del órganum queda claramente establecida en el año 1002, cuando Thierry indica: «En las grandes fiestas, dos hermanos deben cantar cada responso. Las vísperas se cantan por cuatro hermanos: dos (como alumnos) se ocupan del canto ordinario, los otros dos (como maestros) se sientan detrás y hacen el acompañamiento, [a éstos] se les llama organistas».
Después de Musica enchiriadis, no hay referencias del órganum hasta Guido de Arezzo (1025).

### Órganum paralelo

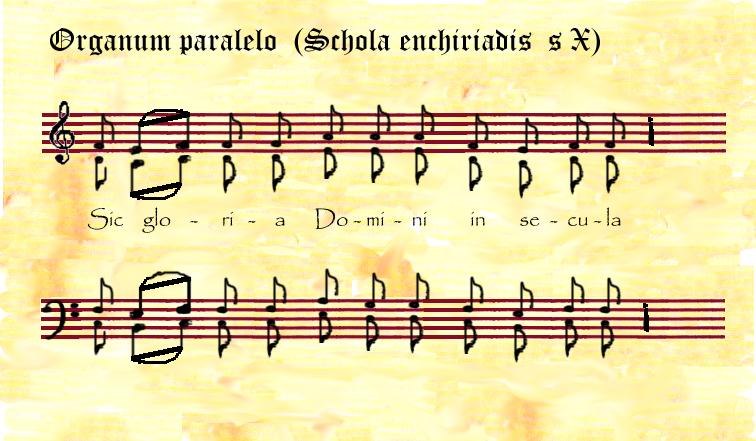
Órganum paralelo (extraído del Schola Enchiriadis, del, en edición moderna que imita al pergamino).

El órganum original —diafonía u órganum paralelo— perdura hasta el siglo XI. Es un nuevo medio para aportar otra voz a la melodía principal (o canto llano).
- La vox principalis es la melodía principal. Se basa en una sucesión de grados conjuntos (notas contiguas) y muy pocos saltos melódicos, al menos en esa época.1
- La vox organalis es la voz del órganum, la línea melódica paralela añadida a la voz principal como acompañamiento.

Desde el punto de vista de los intervalos armónicos y al menos hasta el siglo XI, las dos partes están separadas por los intervalos que en esa época se consideraban consonantes: la cuarta, la quinta o la octava justas. Las dos voces siempre comienzan y terminan en la misma altura (unísono). Además el ritmo no se escribía, simplemente seguían el ritmo tradicional del canto gregoriano.

### Discanto
A partir del siglo XI, la voz principal del órganum va perdiendo importancia, y se desarrollan otros métodos para generar la o las voces organales, llamadas ahora discanto. Comienzan las primeras tentativas de movimiento contrario, la voz acompañante desciende cuando la principal asciende y viceversa, aunque siempre nota con nota (es decir la voz organal tiene exactamente el mismo ritmo que la voz principal).
El discanto constituye el origen del contrapunto, que se desarrolla a lo largo de los siglos siguientes, alcanzando su apogeo en el Renacimiento.

### Órganum florido o melismático
En 1100 aproximadamente, en la abadía de Saint Martial de Limoges, el órganum evoluciona y se convierte en el «órganum florido» u «órganum melismático», técnica polivocal en la que se añaden florituras y adornos exclusivamente musicales arriba del canto principal. La voz principal se mantiene siempre como bajo, mientras el tenor, ejecuta el canto gregoriano en duraciones largas. El cantante también podía estar acompañado por voces más agudas llamadas contratenores las cuales eran de castrati. La melodía era monódica.

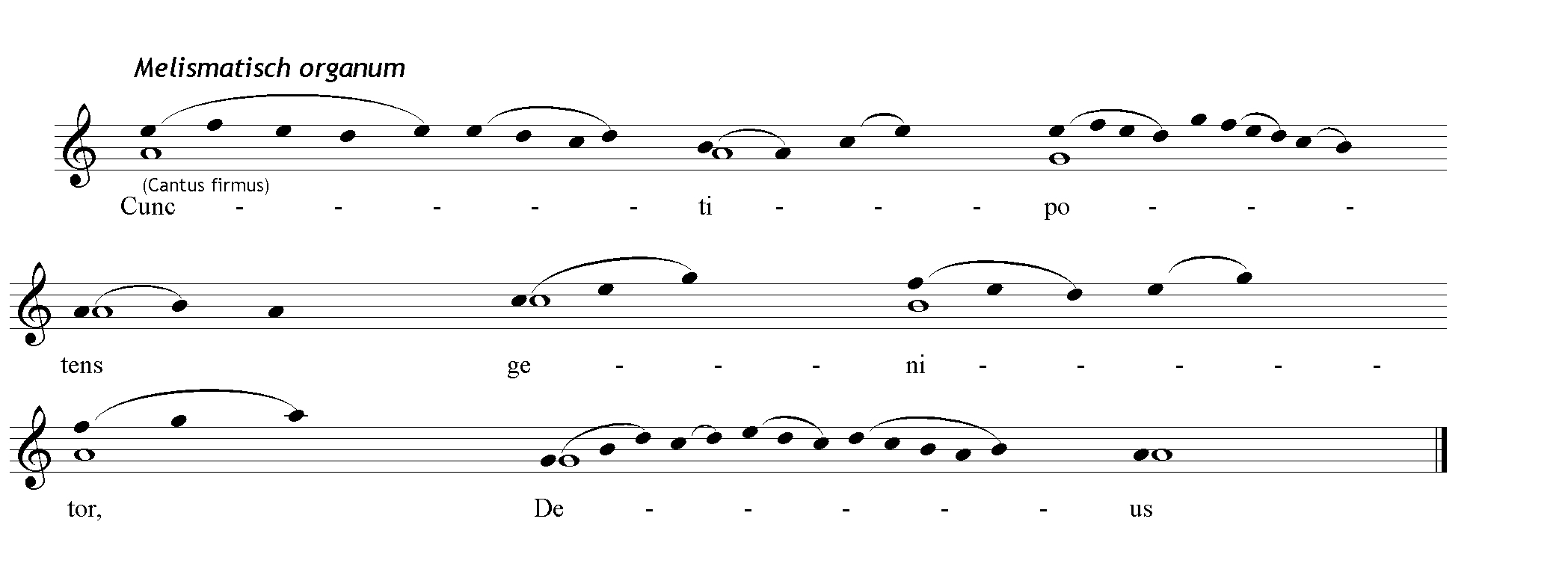
Ejemplo de Órganum melismático.

Pueden coexistir varias voces organales: cuando sólo hay una voz acompañando la melodía principal, se habla de duplum (‘dueto’), cuando son dos, triplum (‘trío’), con tres quádruplum, etc. Desde el punto de vista de las duraciones, en el órganum florido la relación es por cada nota de larga duración que canta la voz principal, la o las voces organales cantan varias notas de corta duración, que forman verdaderas guirnaldas ornamentales (melopeas).
Se constata la aceptación de terceras y de sextas como consonancias imperfectas. Las consonancias perfectas siguen siendo la quinta, octava y cuarta.
El órganum también es descrito por Anónimo IV (siglo XIII), un estudiante de la escuela de Notre-Dame de París, famoso principalmente por dar a conocer a Leonín y Perotín el Grande (Perotinus Magnus), dos de los principales compositores de la escuela, y de los primeros compositores europeos de los que se conoce el nombre, mencionándolos como los mejores compositores de órganum y discanto respectivamente.
En el siglo XII acaba la era de la monodia cuando la escuela de Notre-Dame marca el apogeo del órganum, que se generaliza en todas las catedrales góticas, dando paso a la polifonía de Leonín (a 2 voces) y de Perotín, (a 3 y 4 voces). 
En el siglo XIII el órganum fue reemplazado progresivamente por el conductus y el motete.
- El conductus es una variedad del órganum. Se trata de una forma musical litúrgica que acompaña textos normalmente moralizadores. En él la voz principal no está asociada a un repertorio litúrgico, sino que simplemente se compone para la ocasión, al parecer sobre una composición popular o una melodía profana o religiosa, Perotín fue uno de sus máximos cultivadores.
Se ejecutaba en cantus firmus durante los desplazamientos procesionales de la ceremonia religiosa. Su origen parece estar en los introitos tropados.
- El motete deriva del órganum florido, pero se basa en varios textos interpretados simultáneamente a veces en distintos idiomas (lo que genera casi una cacofonía).